# Barki desantowe typu Daihatsu
Barki desantowe typu Daihatsu (także typ 14m) – typ japońskich barek desantowych z okresu II wojny światowej. Łodzie tego typu były trzonem japońskich sił desantowych, stanowiąc około 85% wszystkich japońskich jednostek desantowych podczas wojny.
Barki typu Daihatsu mogły przewozić 70 żołnierzy, 10 ton ładunku lub czołg Typ 95 Ha-Go. Uzbrojenie łodzi stanowiły dwa karabiny maszynowe lub podwójnie bądź potrójnie sprzężona armata przeciwlotnicza Typ 96 kalibru 25 mm. W wyniku modyfikacji przeprowadzanych w warunkach polowych łodzie mogły przenosić dodatkowe uzbrojenie o kalibrze sięgającym 37 mm.
Łodzie cechowały się dużą manewrownością, co w połączeniu z ich niewielkim rozmiarem czyniło je trudnymi celami dla dział alianckich okrętów. Dodatkowe improwizowane opancerzenie zapewniało częściową ochronę przed ogniem 40-mm armat przeciwlotniczych.
Japońska Cesarska Marynarka Wojenna zamówiła 3229 barki tego typu, jednak faktyczna liczba wyprodukowanych jednostek jest nieznana.